# Oeneis arctica
Oeneis arctica är en fjärilsart som beskrevs av Gibson 1920. Oeneis arctica ingår i släktet Oeneis och familjen praktfjärilar. Inga underarter finns listade i Catalogue of Life.